# Psamathe (vệ tinh)
Psamathe (/ˈsæməθiː/SAM-ə-thee, tiếng Latinh: Psamathē; tiếng Hy Lạp: Ψαμάθη), còn được gọi là Neptune X, là một vệ tinh không đều nghịch hành của Sao Hải Vương. Nó được đặt theo tên của Psamathe, một trong những Nereid. Psamathe được phát hiện bởi Scott S. Sheppard và David C. Jewitt năm 2003 bằng kính viễn vọng Subaru dài 8.2 mét. Trước khi công bố tên của nó vào ngày 3 tháng 2 năm 2007 (IAUC 8802), nó được biết đến bởi tên chỉ định tạm thời S/2003 N 1.

## Đặc điểm
Psamathe có đường kính khoảng 38 km. Nó quay quanh Sao Hải Vương ở khoảng cách từ 25,7 đến 67,7 triệu km (để so sánh, khoảng cách Mặt Trời-Sao Thủy dao động trong khoảng 46 triệu đến 69,8 triệu km) và cần gần 25 năm Trái Đất để thực hiện một quỹ đạo. Quỹ đạo của vệ tinh này gần với sự phân tách ổn định về mặt lý thuyết với Sao Hải Vương cho một vật thể theo quỹ đạo nghịch hành. Do sự giống nhau của các thông số quỹ đạo của Psamathe với Neso (S/2002 N 4), người ta cho rằng cả hai vệ tinh không đều có thể có nguồn gốc chung trong việc phá vỡ vệ tinh lớn hơn. Cả hai đều xa hơn so với bất kỳ vệ tinh nào khác được biết đến trong Hệ Mặt Trời.